# Nové Vráto
Nové Vráto je část Českých Budějovic ležící ve východní části města podél Rudolfovské třídy přibližně mezi ulicemi M. Svobodové a Žitná v těsném sousedství Hlinska.

## Historie a popis
Dělnická osada Nové Vráto vznikala od konce 19. století podél cesty vedoucí na Třeboň v blízkosti místních průmyslových podniků. V roce 1930 zde bylo evidováno 752 obyvatel.
Osada patřila pod Vráto v rámci Českých Budějovic, po osamostatnění Vráta pak přímo pod město.
| Rok  | Počet obyvatel |
| ---- | -------------- |
| 1980 | 731            |
| 1991 | 610            |
| 2001 | 717            |
| 2005 | 730            |

V severní části osady se nachází dva rybníky, Dolní a Pekařský. Na vyčištění obou sousedících vodních ploch od ekologické zátěže vyplývající z husté dopravy po rudolfovské třídě a úniků z nedalekého areálu Kovošrotu je od roku 2018 ve spolupráci se studenty z Gymnázia Jírovcova používána kořenová čistička.
Před budovou dříve obecné školy pojmenované podle Tomáše G. Masaryka byl v roce 1938 umístěn jeho památník, který musel být dvakrát obnoven: po nacistické okupaci (1947) a komunistickém zrušení v roce 1948 se jej obnovit podařilo až v 90. letech 20. století. V současnosti budova slouží jako místní základní škola, škola mateřská a školní jídelna.
U Hlinské silnice stojí výklenková kaplička.
Nové Vráto je obsluhováno linkami číslo 1 a 14 městské hromadné dopravy mezi Rudolfovem a centrem města. Na zastávkách staví také meziměstské autobusy společnosti GW BUS a.s., na jižním okraji osady zastavují autobus na Ledenice. V místě funguje sbor dobrovolných hasičů.

## Galerie

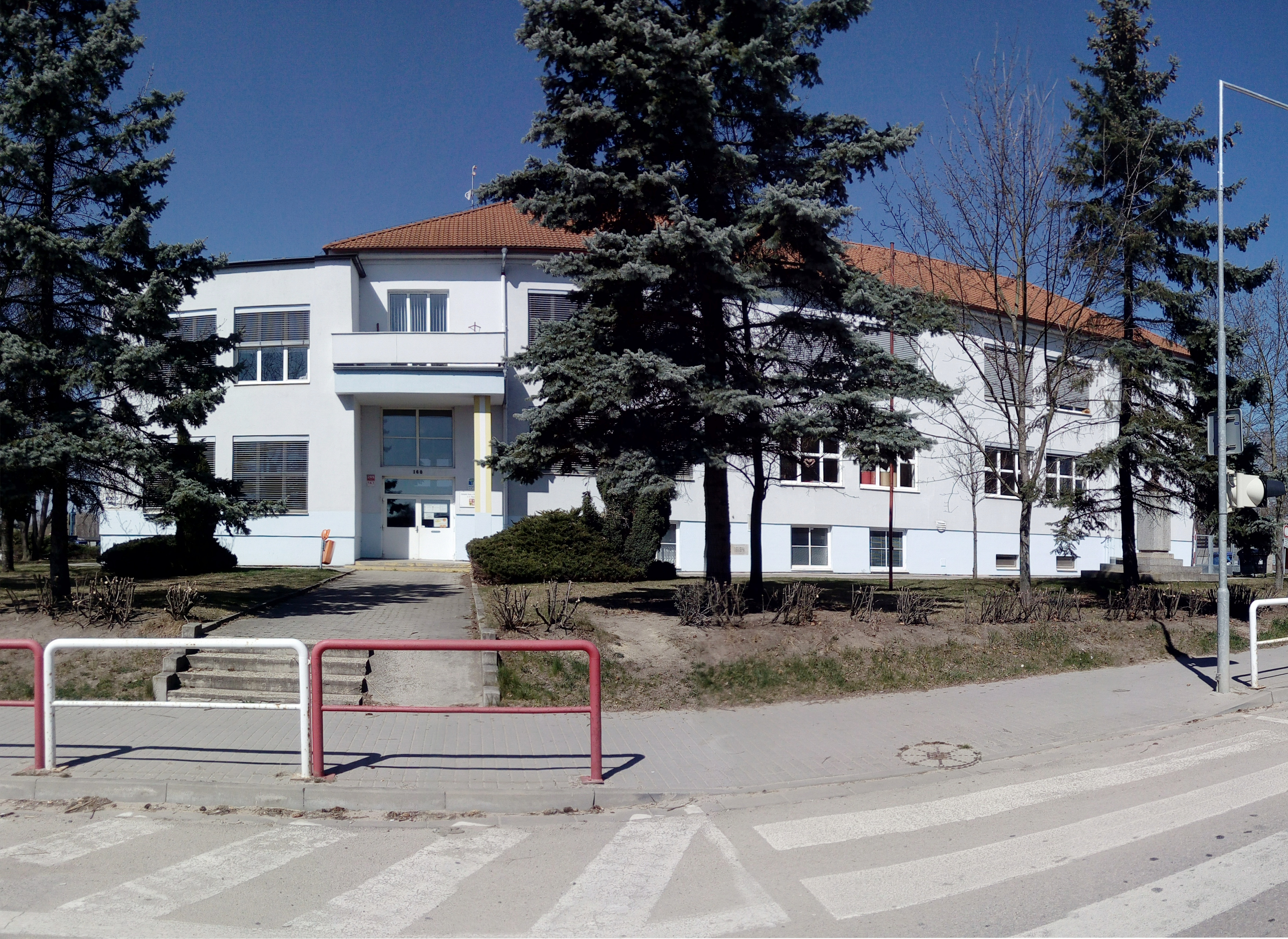
Škola
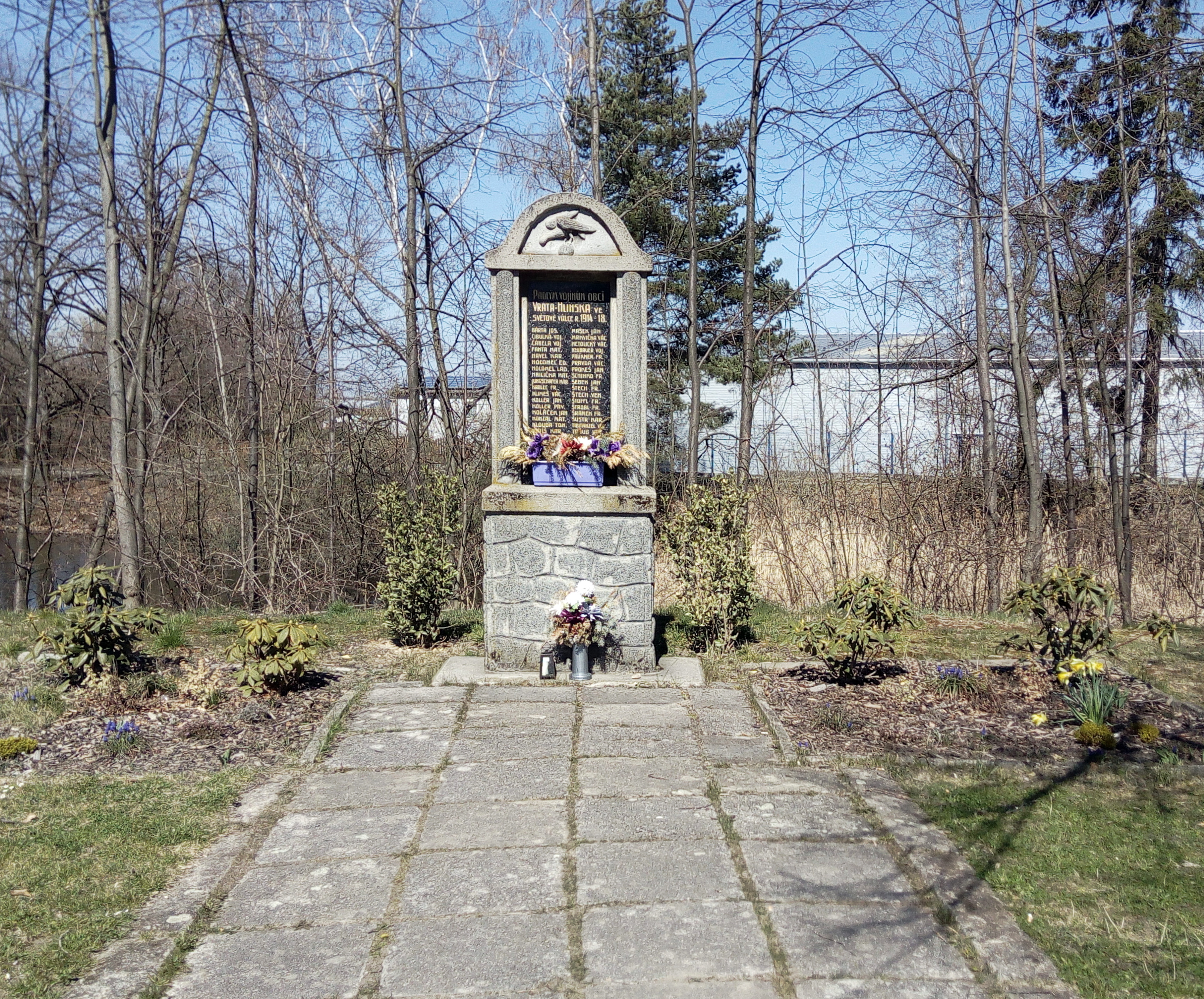
Pomník obětem první světové války
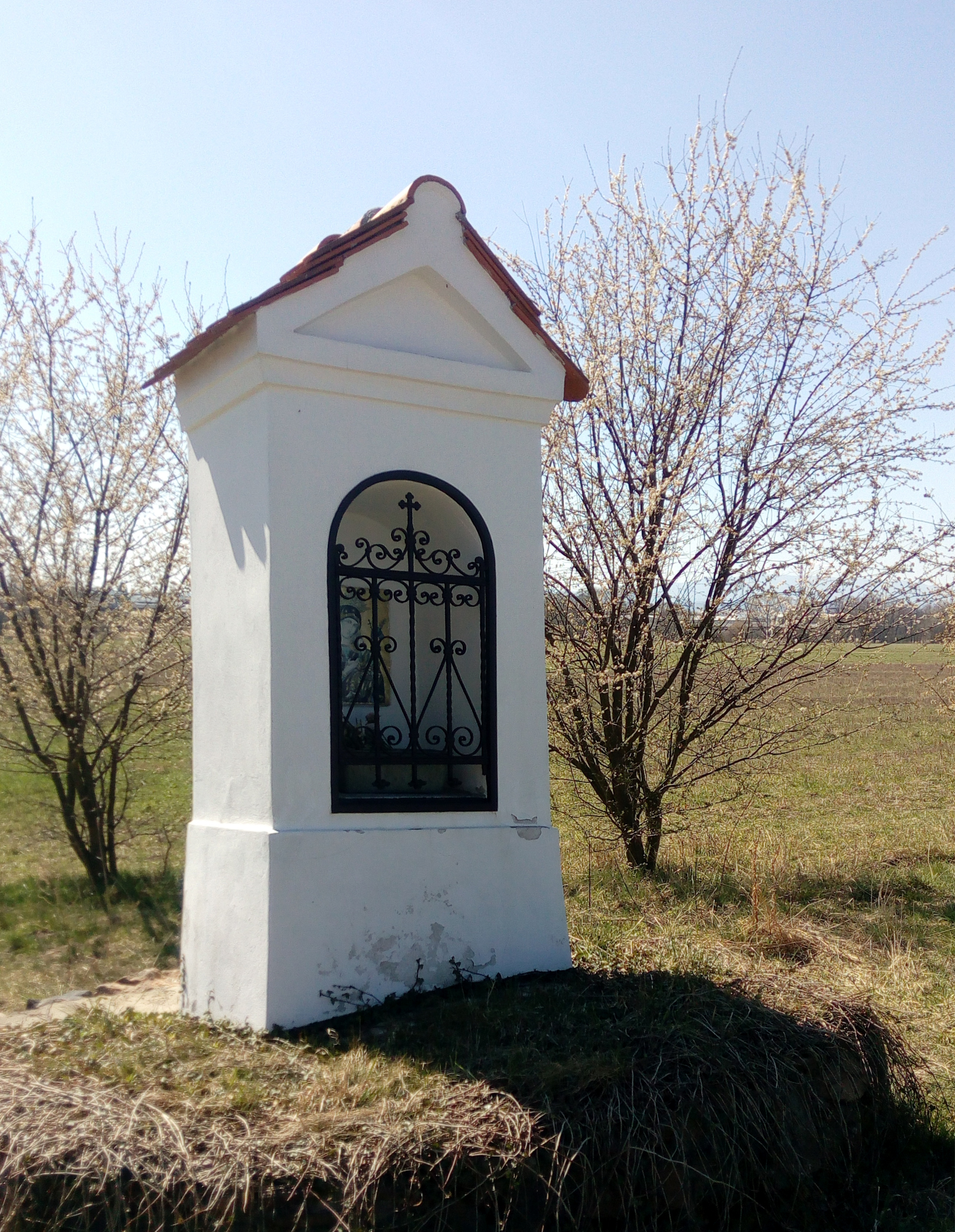
Výklenková kaplička
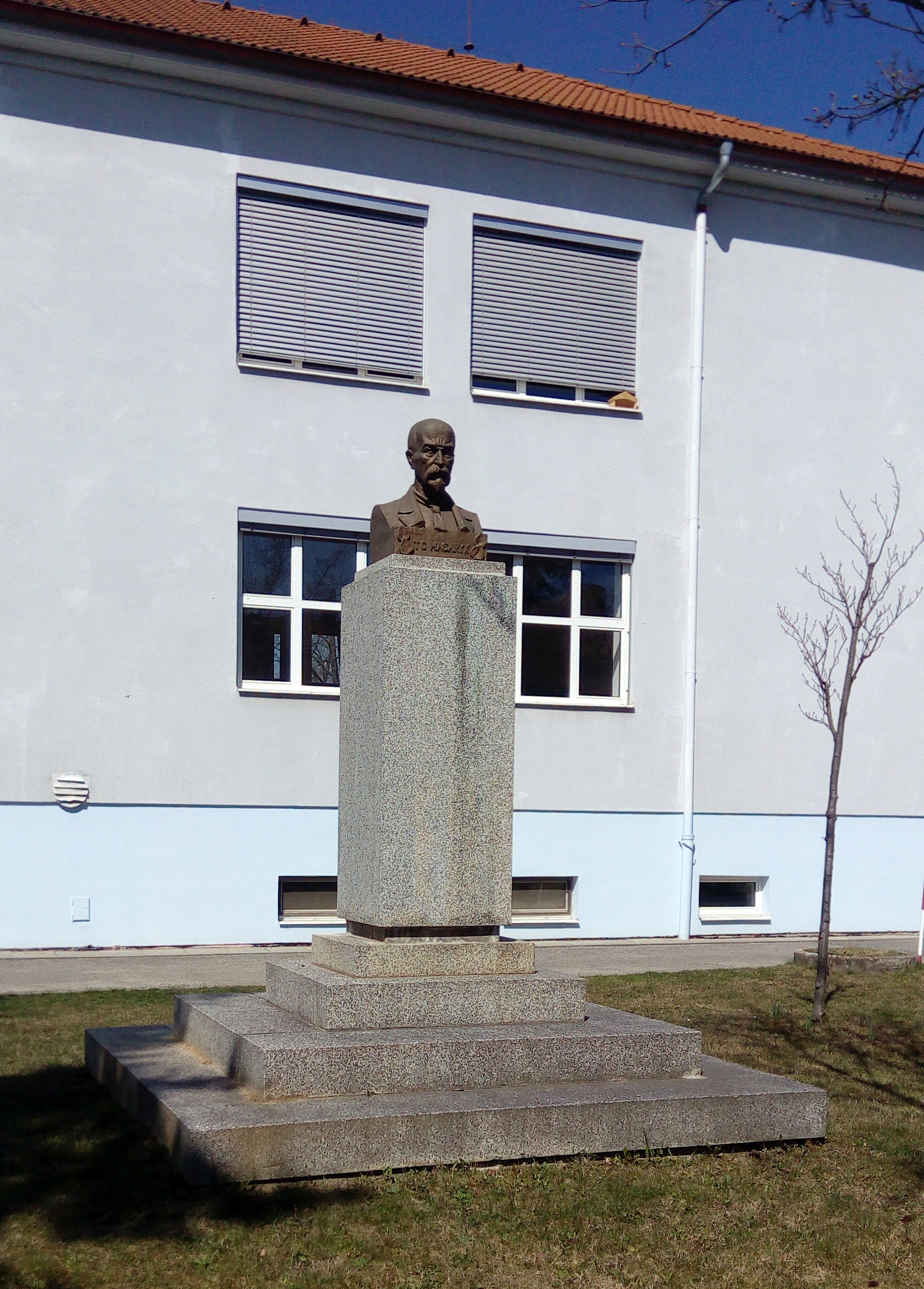
Pomník T. G. Masaryka před školou
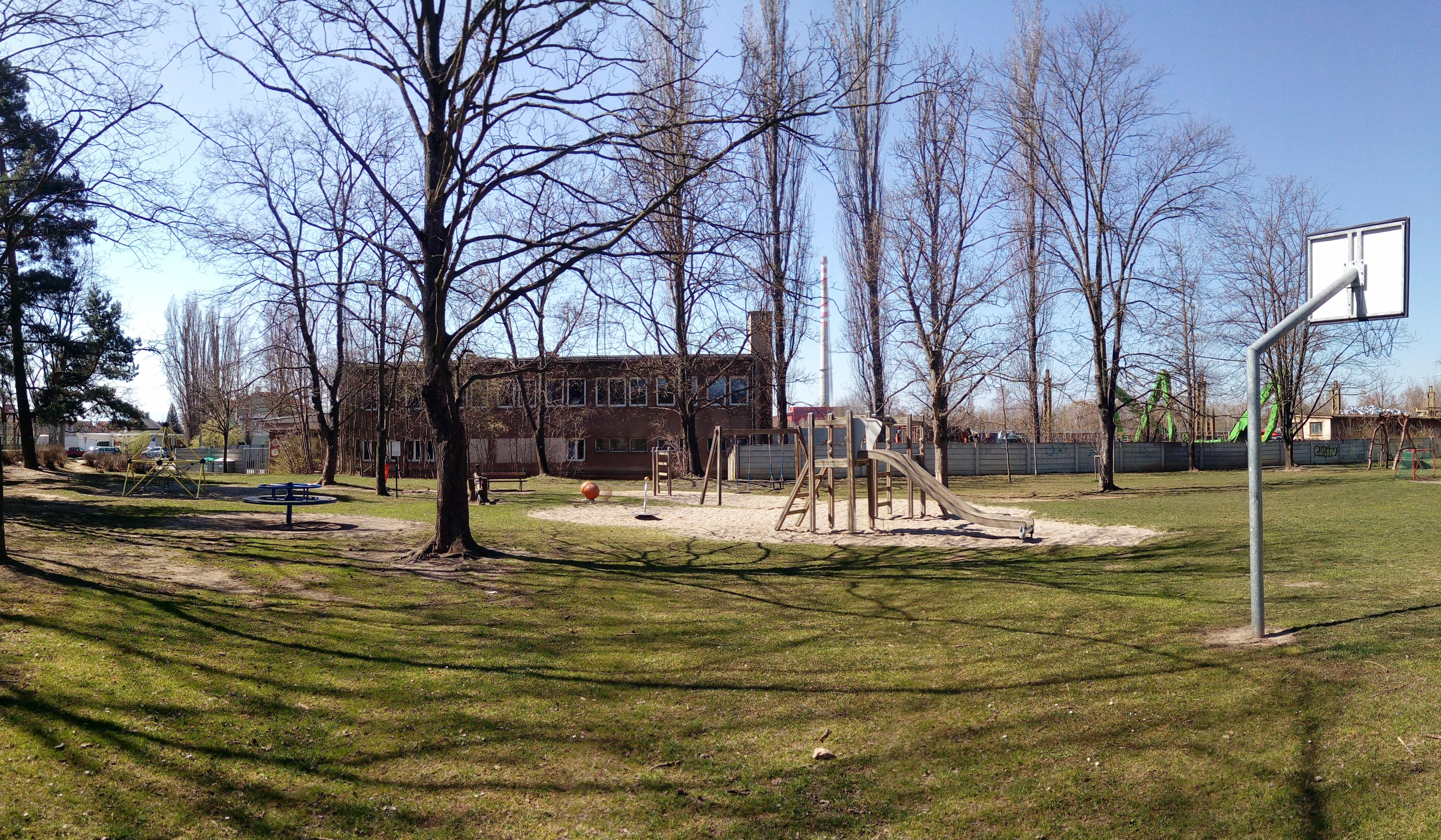
Hřiště
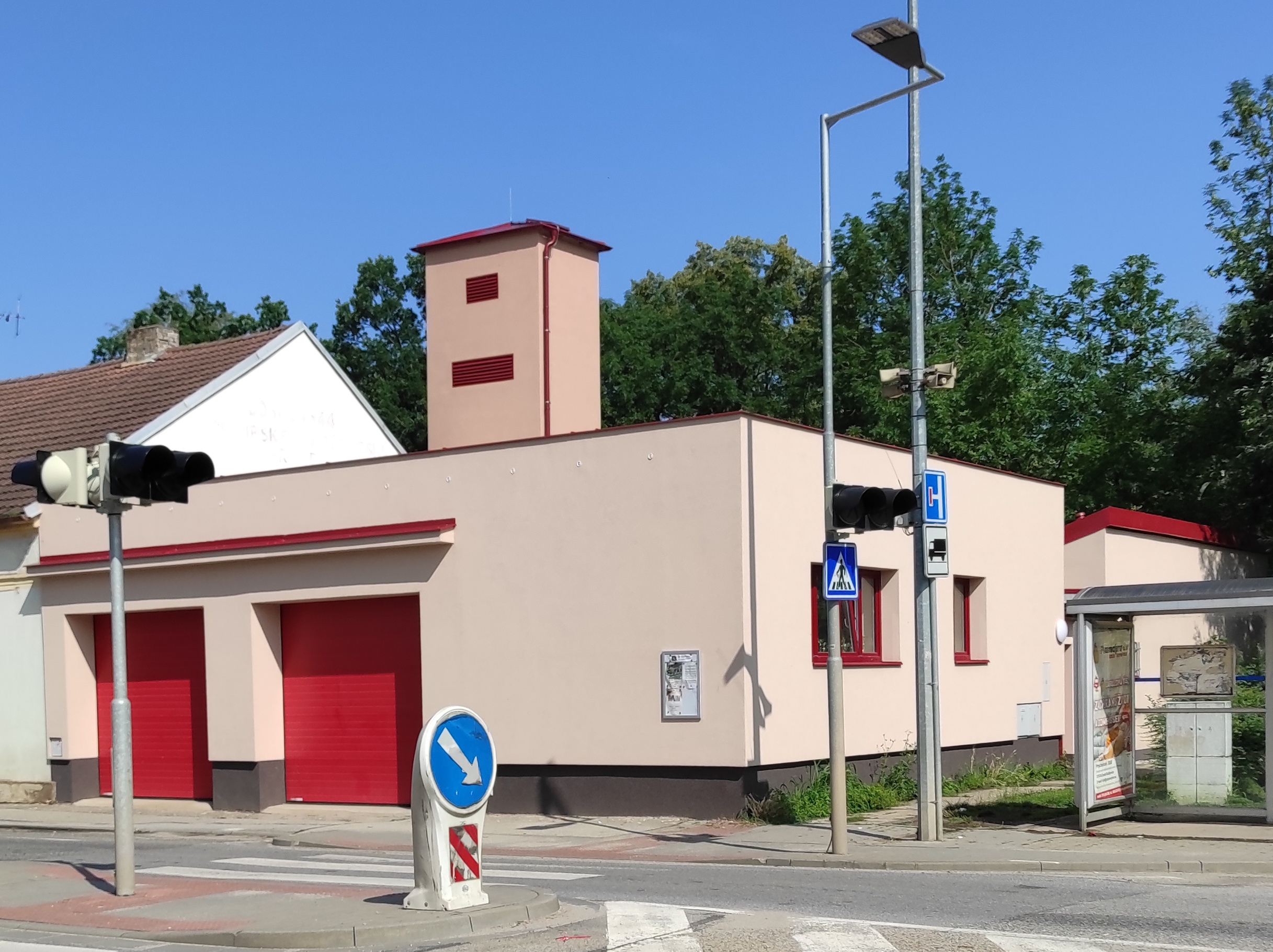
Hasičská zbrojnice zrekonstruovaná v roce 2021